# Polskie Radio Koszalin
Polskie Radio Koszalin (pełna nazwa Polskie Radio Regionalna Rozgłośnia w Koszalinie) z siedzibą w Koszalinie przy ul. Marszałka Józefa Piłsudskiego 41 jest jedną z 17 działających na terenie kraju spółek radiofonii regionalnych (Audytorium 17). Działalność prowadzona jest w formie spółki akcyjnej, utworzonej 18 listopada 1993 roku na czas nieokreślony.

## Historia
Stacja radiowa Polskiego Radia w Koszalinie powstała w 1953 roku decyzją Przewodniczącego Komitetu ds. Radiofonii z 18 lutego 1953 roku. Pierwsze słowa „Tu Polskie Radio Koszalin” zostały nadane 15 listopada tego samego roku. Pierwszą siedzibę radia umieszczono w dawnym pałacyku myśliwskim przy al. Marszałka Piłsudskiego 49. Na początku zasięg programu obejmował 30 tysięcy słuchaczy radiowęzłów. Pomimo posiadania przez mieszkańców województwa koszalińskiego 6,5 tys. odbiorników radiowych w 1955 roku, nie mogli oni odbierać programu radia, ponieważ stacja nie posiadała nadajnika. Sytuacja ta uległa zmianie w grudniu 1956 roku. Wówczas to pierwszy nadajnik został zainstalowany na dachu gmachu rejencji. W pierwszym okresie funkcjonowania, do 15 maja 1955 roku lokalny program dziennej audycji trwał jedynie 30 minut, ale później został wydłużony do 48 minut. Audycje dla wsi nadawano od 5:30 do 5:48, a program popołudniowy emitowano o 17:45.
Funkcję pierwszego redaktora naczelnego pełnił Józef Łuka. Na początku zespół redakcyjny składał się z byłych dziennikarzy „Głosu Koszalińskiego”: Jana Barfusa, Zbigniewa Rogowskiego i Piotra Ślewy. W roku 1954 do grona pracowników dołączyła Irena Kwaśniewska, a w kolejnym roku Tadeusz Fiszbach, Tadeusz Grzechowiak, Bogumił Horowski, Janusz Sternowski i Jan Żesławski. Początkowo stacja korzystała z prowizorycznego wyposażenia, w tym dwóch magnetofonów typu RSM i stojaka elektroakustycznego. Dziennikarze używali magnetofonu „Presto” pozyskanego z demobilu amerykańskiego, który należało regularnie wyłączać, aby się schłodził. W 1957 roku stacja otrzymała bardziej profesjonalne a przede wszystkim nowsze magnetofony MS 970, z którymi dziennikarze pracowali przez długie lata.
W roku 1957 stacja radiowa otrzymała swój pierwszy pojazd – była to niemiecka sanitarka zbudowana w roku 1938 marki Phenomen. Ten pojazd nie tylko był stary i podatny na awarie, ale także nie nadawał się do pracy reporterskiej. W roku 1958 został on zastąpiony przez samochód marki Lublin, który sprawdzał się doskonale i był niezwykle wszechstronny – na przykład, podczas remontu studia radiowego, jego kabina mogła pomieścić studio radiowe. W 1978 roku rozgłośnia posiadała już cztery pojazdy służbowe.
W roku 1962 redaktorem naczelnym zaczął być Władysław Król, z wykształcenia rolnik. Z tego powodu na antenie często przekazywano wiele informacji związanych z rolnictwem. W latach 60. program „Odwiedziny za rok” cieszył się dużą popularnością. Autorzy programu sprawdzali z mikrofonem postęp w wykonywaniu planów przez koszalińskie PGR-y. Jakiś czas później, we współpracy z Polskim Radiem Szczecin oraz przy udziale Wojewódzkiego Ośrodka Postępu Rolniczego w Grzmiącej oraz Instytutu Ziemniaka w Boninie dwukrotnie w tygodniu nadawano audycję „Nauka praktyki rolniczej”. W tym też czasie radio stało się przyjazne literatom. Ponieważ w rejonie koszalińskim brakowało uznanych twórców, rozgłośnia poświęcała dużo uwagi w promowanie młodych autorów. W tym czasie radio blisko współpracowano z miejscowym klubem literackim, a w radiu emitowane były audycje takie jak: „Koszalin literacki”, „300 sekund z poetą”, i „Okolica pisarzy”.
W roku 1964 przy rozgłośni powstał chór i kapela, którą przez kolejne 10 lat prowadzili rodzeństwo Jan i Lucjan Kowalczykowie. Zespół dążył do rozpowszechniania nowego folkloru, który został przywieziony na Pomorza Środkowego przez osadników z różnych regionów kraju. Za wkład w promowanie tego celu zespół został uhonorowany nagrodą Ministra Kultury i Sztuki. W 1968 roku, z okazji 15 rocznicy istnienia rozgłośni, zespół wystawił na scenie Bałtyckiego Teatru Dramatycznego w Koszalinie widowisko muzyczne pod tytułem „Wesele jamneńskie”. Rok później widowisko to zostało pokazane przez Telewizję Polską widzom z różnych regionów kraju. Chór i orkiestra ze względu na nowe wymogi programowe zakończyły działalność w 1974 roku.
W lutym 1966 roku odbyło się pierwsze, historyczne nagranie koncertu wyremontowanych organów w katedrze Niepokalanego Poczęcia Najświętszej Maryi Panny w Koszalinie. w następnym roku zarejestrowano wszystkie koncerty sezonu zorganizowane przez Koszalińskie Towarzystwo Muzyczne. To wydarzenie było zalążkiem dzisiejszego Międzynarodowego Festiwalu Organowego. Polskie Radio Koszalin aktywnie wspierało także inne wydarzenia muzyczne, takie jak Festiwal Piosenki Żołnierskiej w Połczynie-Zdroju (rozpoczęty w 1967 roku, a później przeniesiony do Kołobrzegu), Światowy Festiwal Chórów Polonijnych w Koszalinie (1970 rok), Kołobrzeskie Wieczory Wiolonczelowe (1972) oraz Festiwal Pianistyki Polskiej w Słupsku.
W 1972 roku zadebiutowała w Radiu Koszalin, zainicjowana przez szczecińskich dziennikarzy Kazimierza Tomczyka i Bohdana Onichimowskiego, audycja Studio Bałtyk. Powstanie tego programu poprzedziły wspólne audycje emitowane przez rozgłośnie w Koszalinie, Szczecinie i Gdańsku. Audycja nadawana na żywo skupiała się na problemach codziennych ludzi. W Koszalinie program prowadzili Janusz Sternowski i Zenon Suszycki. Trwała ona 2 godziny, z czego jedna godzina była poświęcona miastu gospodarza, a druga była dzielona na dwie pozostałe rozgłośnie. Wspólne było również serwowanie informacji. „Studio Bałtyk” nadal istnieje w Polskim Radiu Koszalin oraz w Radiu Szczecin po czterdziestu latach emisji i nadal jest jedną z najważniejszych i najbardziej atrakcyjnych audycji.
W 1993 roku radio przekształciło się w jednoosobową spółkę Skarbu Państwa. W wyniku zmian prawnych rozgłośnia zmieniła nazwę na: Polskie Radio – Regionalna Rozgłośnia w Koszalinie „Radio Koszalin S.A. Na co dzień posługiwano się jednak nazwą Polskie Radio Koszalin. Dwa lata później powstało Radio Słupsk. 
W roku 1998 rozpoczęto budowę nowej siedziby Polskiego Radia Koszalin, zlokalizowanej przy ulicy Marszałka Piłsudskiego 41. Prace budowlane trwały do 2000 roku, a przeprowadzkę zakończono w 2002 roku. W też roku rozpoczęto nadawanie, którą zbudowano za kwotę 20 milionów złotych. Budynek został starannie zaprojektowany na potrzeby nowoczesnej stacji radiowej. W momencie ukończenia był to najnowocześniejszy obiekt tego rodzaju w Europie. Obejmując prawie 3 tysiące metrów kwadratowych, mieścił dwa studia emisyjne, studio produkcyjne, studio nagraniowo-koncertowe dla 120 osób, newsroom, pomieszczenia redakcyjne, archiwum i biura marketingu. W 2005 roku zostało otwarte Studio Koncertowo-Nagraniowe im. Czesława Niemena w siedzibie Polskiego Radia Koszalin przy ul. Piłsudskiego 41 w Koszalinie. Wyposażone w nowoczesne sprzęty, profesjonalne oświetlenie oraz doskonałą akustykę, studio było doskonałym miejscem do pracy. Posiadało klimatyzowane pomieszczenie o powierzchni 108 m², z możliwością pomieszczenia 100 osób w publiczności. Scena o wymiarach 7x3,5m i wysokości 0,47m umożliwiała występy wielu artystów. Dodatkowo, dostępne było także małe pomieszczenie o powierzchni 11 m², odizolowane akustycznie od studia, z adaptacją akustyczną i odpowiednim okablowaniem audio.
W dniu 11 kwietnia 2012 roku miało miejsce uroczyste otwarcie nowej Redakcji Polskiego Radia Koszalin w Kołobrzegu. Studio kołobrzeskie znajduje się przy ulicy Gen. Bema 5. 

## Oferta programowa i działalność kulturalna

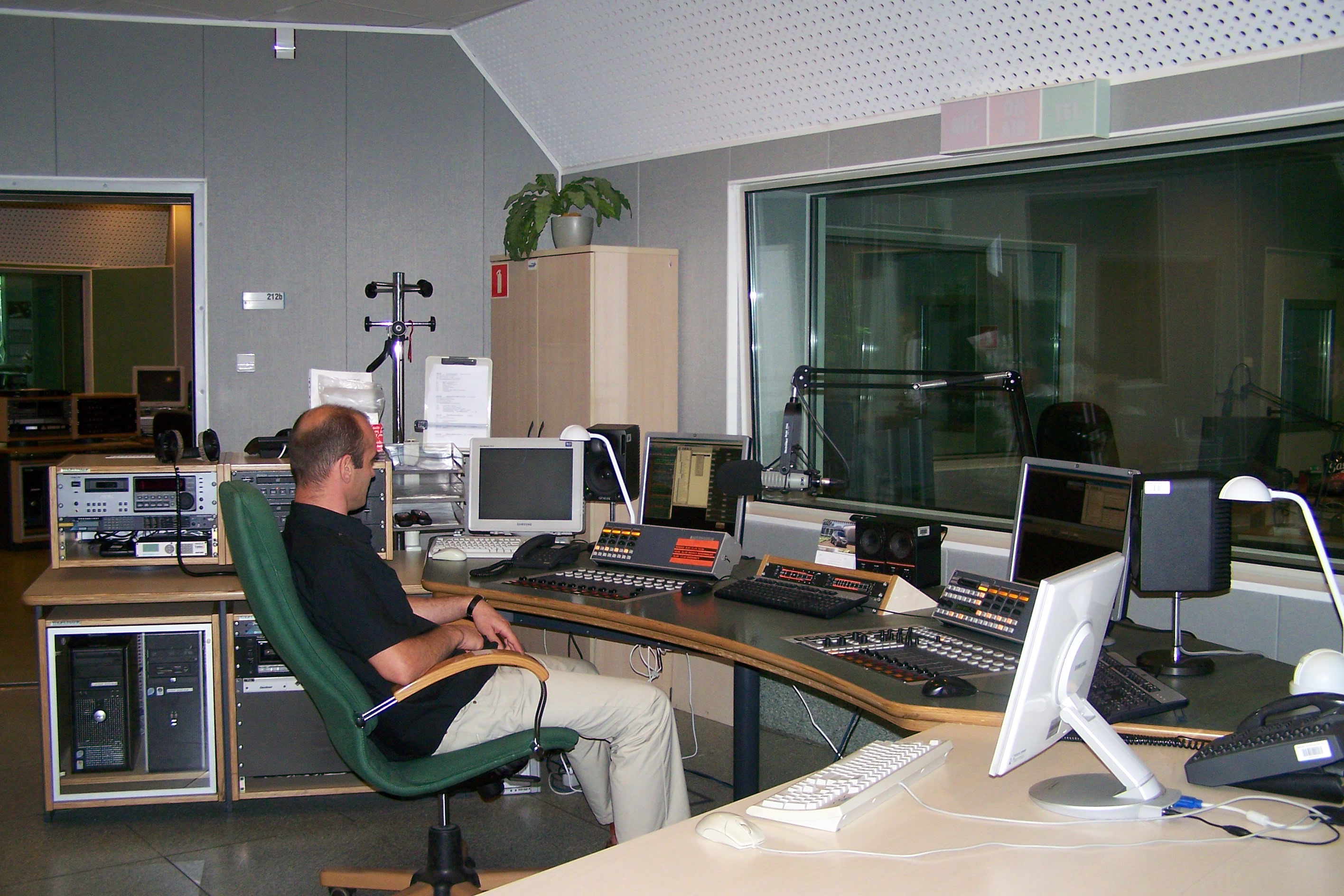
Studio Radia Koszalin

Elementem wyróżniającym stację jest przewaga tematyki regionalnej oraz emisja pasm publicystycznych, w których prezentowane są reportaże i dokumenty radiowe. Ze względu na specyfikę terenu, na którym nadawany jest program Radia Koszalin, w ramówce stacji znalazły się także audycje emitowane w języku kaszubskim i ukraińskim.
Najważniejsze audycje na antenie Radia Koszalin to:
- Studio Bałtyk – poranne i popołudniowe pasmo informacyjno-muzyczne,
- Na Dobry Dzień – pasmo o charakterze „audycji towarzyszącej”
- W dobrym klimacie – popołudniowe pasmo z autorską muzyką
- Autorskie pasma publicystyczne i muzyczne m.in. Na Styku Brzmień, Rapnejszyn, Rock na Noc, Jazzowe Spotkania

Niezależnie od prowadzonej działalności emisyjnej Radio Koszalin organizuje koncerty (muzyki poważnej w ramach Salonu Muzycznego Radia Koszalin oraz rozrywkowej w ramach Muzycznej Sceny Radia Koszalin). W Studiu Koncertowo-Nagraniowym im. Czesława Niemena, które znajduje się w siedzibie Radia Koszalin, są także realizowane sesje nagraniowe.

### Radio Słupsk
Dzięki rozszczepieniu sygnału, Radio Koszalin w godzinach 6.00–12.00 na częstotliwości 95,3 MHz nadaje program miejski pod nazwą Radio Słupsk przeznaczony dla mieszkańców Słupska i powiatu słupskiego.

## Flota

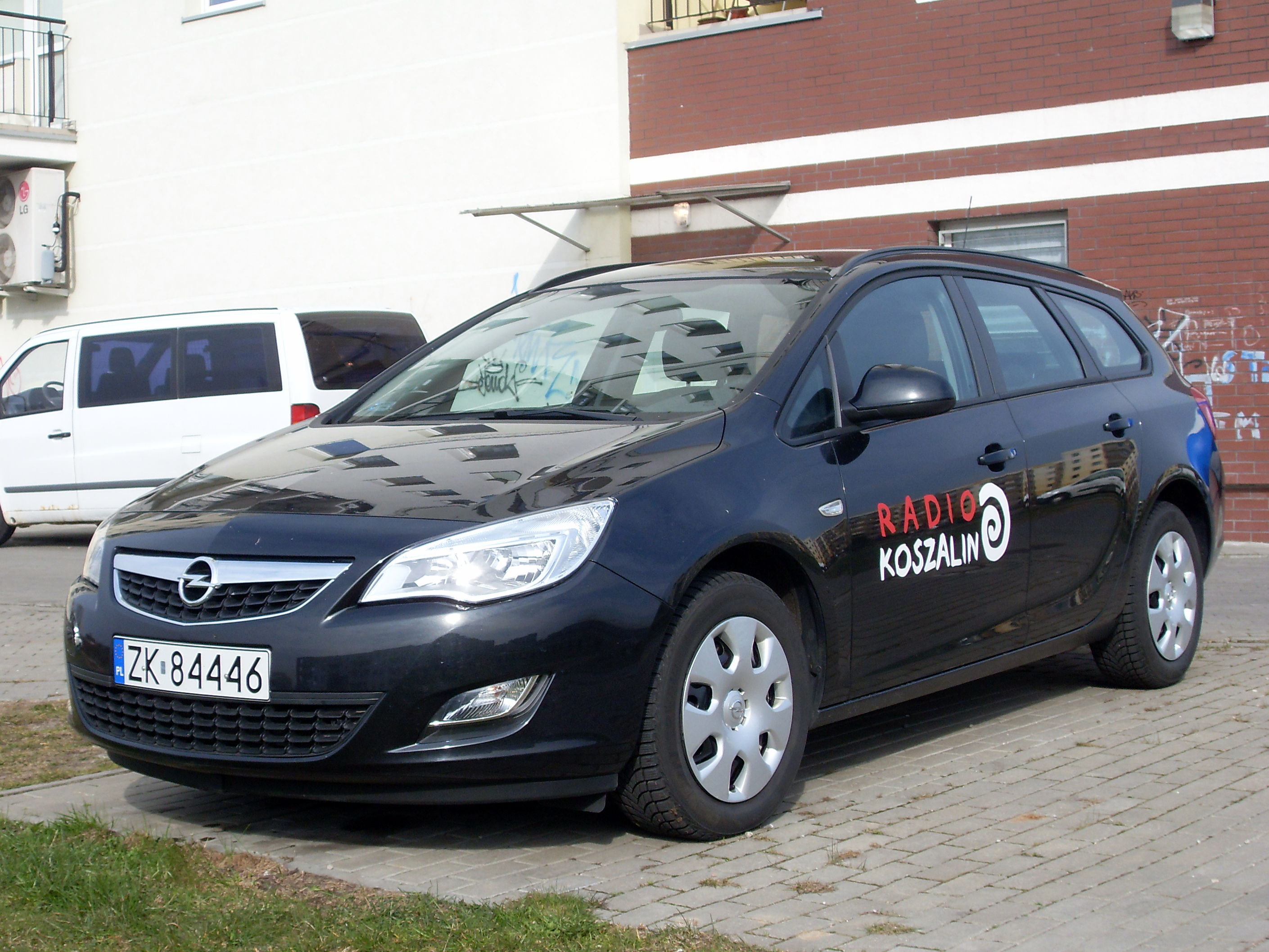
Opel Astra w malowaniu (oklejaniu) Radia Koszalin

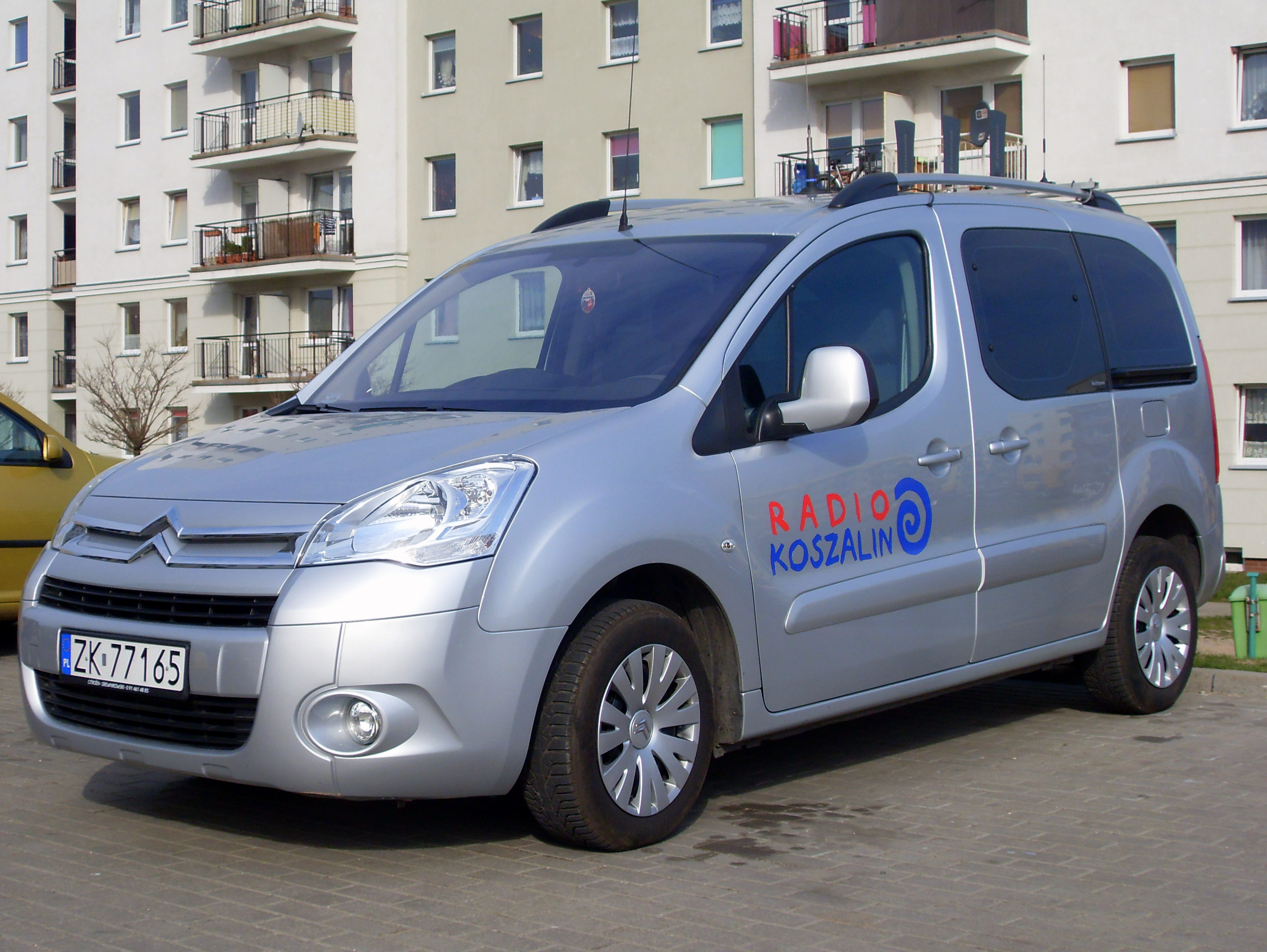
Citroen Berlingo w malowaniu (oklejaniu) radiostacji

Obecnie Polskie Radio Koszalin dysponuje dziewięcioma samochodami, w tym nowoczesnym wozem transmisyjnym wyposażonym w technologię satelitarną. Decyzja o zakupie wynikała z rozszerzonej emisji programu lokalnego oraz potrzeby szybkiego dostarczania wiadomości słuchaczom z obszaru działania radia. Wóz transmisyjny, oparty na modelu Mercedes Vito, jest wyposażony w najnowszy sprzęt. 

## Odbiór analogowy
Stacja nadaje swój całodobowy program na terenie wschodniej części województwa zachodniopomorskiego, zachodniej części województwa pomorskiego i północnej części województwa wielkopolskiego. Zasięg emisji obejmuje tereny dawnych województw koszalińskiego, słupskiego i pilskiego.

### Lokalizacje analogowych stacji nadawczych
opracowano na podstawie materiału źródłowego
- Białogard/Sławoborze: 92,5 MHz, ERP 15 kW
- Kołobrzeg: 91,0 MHz, ERP 0,1 kW
- Koszalin/Góra Chełmska: 97,8 MHz, ERP 0,1 kW
- Koszalin/Gołogóra: 103,1 MHz, ERP 60 kW
- Łobez/Toporzyk: 89,7 MHz, ERP 0,1 kW
- Piła/Rusinowo: 88,1 MHz, ERP 3 kW
- Słupsk: 95,3 MHz, ERP 2 kW (Radio Słupsk)

## Odbiór cyfrowy
W Koszalinie, Kołobrzegu oraz okolicznych miejscowościach rozgłośni można słuchać na radioodbiornikach naziemnej radiofonii cyfrowej DAB+.
Radio Koszalin jest również dostępne za pośrednictwem Internetu.

## Redakcje terenowe
Redakcje terenowe Radia Koszalin znajdują się w: 
- Słupsku ul. Filmowa 2, 76-200 Słupsk
- Kołobrzegu ul. Bema 5, 78-100 Kołobrzeg
- Pile ul. Kossaka 20, Kasztanowa Business Center (I piętro – pokój 11), 64-920 Piła
- Szczecinku ul. Bohaterów Warszawy 28, Galeria NOVA, 78-400 Szczecinek

## Zarząd Polskiego Radia Koszalin
Prezes Zarządu – Zdzisław Piotr Derebecki (likwidator spółki) (od 2024 r.)
Redaktor Naczelny – Cezary Szewczyk